# Leonardo Péricles
Leonardo Péricles Vieira Roque dit Léo Péricles, né le 26 août 1981 à Belo Horizonte (Brésil), est un militant et homme politique brésilien, fondateur et président national du parti Unité populaire (en).

## Biographie
Fils de Lourdes Rosária et de Francisco Vieira, Leonardo nait à Belo Horizonte mais grandit dans la périphérie de Contagem. Il étudie l'électronique au Colégio Padre Eustáquio, où il est boursier au lycée. En 2005, il commence des études de bibliothéconomie à l'Université fédérale du Minas Gerais (UFMG), mais ne les termine pas,.
Au lycée, il fonde l'Association métropolitaine des étudiants du secondaire de Belo Horizonte (AMES-BH), dont il est le premier président, et est également directeur de l'Union brésilienne des étudiants du secondaire (pt) (UBES) au Minas Gerais,.
En 2008, il est candidat aux élections municipales à Belo Horizonte (pt) pour le Parti démocratique travailliste (PDT), mais n'est pas élu.
Pendant ses études de bibliothéconomie, il devient président du Directoire académique de la filière et également directeur de l'Union nationale des étudiants (en) (UNE) entre 2009 et 2010.
Depuis 2011, il fait partie du Mouvement de lutte dans les quartiers, les villes et les favelas, dont il est actuellement l'un des dirigeants nationaux,.
En 2012, il s'installe à Ocupação Eliana Silva, dans la région de Barreiro,, où il rencontre Poliana Souza, avec qui il se marie et a deux enfants. La famille réside dans le même quartier à ce jour,,.
À partir de 2014, il devient le président national de l'Unité populaire (en) (UP), qui est enregistrée en tant que parti le 10 décembre 2019, avec environ 1,2 million de signatures,.
Lors des élections municipales de 2020 à Belo Horizonte (pt), l'Unité populaire envisage dans un premier temps de présenter Léo Péricles à la mairie, avant de soutenir la candidature d'Áurea Carolina (PSOL) et de présenter uniquement Léo Péricles au poste d'adjoint ; le tandem obtient 8,33 % des votes (103 115 voix) et termine en 4e position du scrutin,,,.
Lors de la convention du 12 au 14 novembre 2021, la candidature de Léo Péricles à l'élection présidentielle de 2022 est approuvée à l'unanimité des délégués d'Unité populaire,. Le 24 juillet 2022, Unité populaire confirme Léo Péricles comme son candidat à la présidence et Samara Martins comme sa candidate à la vice-présidence. Le 2 octobre 2022, ils sont éliminés au premier tour du scrutin avec 0,05 % des voix. Par la suite, Léo Péricles et l'Unité populaire apportent leur soutien à Lula pour le second tour.